# Iber (Einbeck)
Iber és un nucli de la ciutat d'Einbeck al districte de Northeim. El 2010 tenia 323 habitants. És un dels nuclis més antics de la ciutat d'Einbeck. Fins a la seva incorporació a la ciutat d'Einbeck l'1 de març del 1974 va ser un municipi independent.